# Valbeleix
Valbeleix är en kommun i departementet Puy-de-Dôme i regionen Auvergne-Rhône-Alpes i centrala Frankrike. Kommunen ligger i kantonen Besse-et-Saint-Anastaise som tillhör arrondissementet Issoire. År 2022 hade Valbeleix 145 invånare.

## Befolkningsutveckling
Antalet invånare i kommunen Valbeleix
| Referens: INSEE |